# 1965
- Wikisource

| Calendário gregoriano                                                        | 1965 MCMLXV                         |
| Ab urbe condita                                                              | 2718                                |
| Calendário arménio                                                           | 1414 – 1415                         |
| Calendário bahá'í                                                            | 121 – 122                           |
| Calendário budista                                                           | 2509                                |
| Calendário chinês                                                            | 4661 – 4662 Início a 2 de fevereiro |
| Calendário copta                                                             | 1681 – 1682                         |
| Calendário etíope                                                            | 1957 – 1958                         |
| Calendários hindus - Vikram Samvat - Calendário nacional indiano - Cáli Iuga | 2020 – 2021 1886 – 1887 5065 – 5066 |
| Calendário Holoceno                                                          | 11965                               |
| Calendário islâmico                                                          | 1385 – 1386                         |
| Calendário judaico                                                           | 5725 – 5726 Início a 27 de setembro |
| Calendário persa                                                             | 1343 – 1344 Início a 21 de março    |
| Calendário rúnico                                                            | 2215                                |
| Calendário solar tailandês                                                   | 2508                                |

- Wikisource

| Calendário gregoriano                                                        | 1965 MCMLXV                         |
| Ab urbe condita                                                              | 2718                                |
| Calendário arménio                                                           | 1414 – 1415                         |
| Calendário bahá'í                                                            | 121 – 122                           |
| Calendário budista                                                           | 2509                                |
| Calendário chinês                                                            | 4661 – 4662 Início a 2 de fevereiro |
| Calendário copta                                                             | 1681 – 1682                         |
| Calendário etíope                                                            | 1957 – 1958                         |
| Calendários hindus - Vikram Samvat - Calendário nacional indiano - Cáli Iuga | 2020 – 2021 1886 – 1887 5065 – 5066 |
| Calendário Holoceno                                                          | 11965                               |
| Calendário islâmico                                                          | 1385 – 1386                         |
| Calendário judaico                                                           | 5725 – 5726 Início a 27 de setembro |
| Calendário persa                                                             | 1343 – 1344 Início a 21 de março    |
| Calendário rúnico                                                            | 2215                                |
| Calendário solar tailandês                                                   | 2508                                |

1965 (MCMLXV, na numeração romana) foi um ano comum do século XX que começou numa sexta-feira, segundo o calendário gregoriano. A sua letra dominical foi C. A terça-feira de Carnaval ocorreu a 2 de março e o domingo de Páscoa a 18 de abril. Segundo o horóscopo chinês, foi o ano da Serpente, começando a 2 de fevereiro.

| Evento                                                   | Data            | Hora  |
| -------------------------------------------------------- | --------------- | ----- |
| Aquário                                                  | 20 de janeiro   | 06:29 |
| Peixes                                                   | 18 de fevereiro | 20:48 |
| primavera no hemisfério norte e outono no hemisfério sul |                 |       |
| Carneiro/equinócio                                       | 20 de março     | 20:05 |
| Touro                                                    | 20 de abril     | 07:27 |
| Gémeos                                                   | 21 de maio      | 06:51 |
| verão no hemisfério norte e inverno no hemisfério Sul    |                 |       |
| Caranguejo/solstício                                     | 21 de junho     | 14:56 |
| Leão                                                     | 23 de julho     | 01:49 |
| Virgem                                                   | 23 de agosto    | 08:43 |
| Outono no Hemisfério Norte e Primavera no Hemisfério Sul |                 |       |
| Balança/equinócio                                        | 23 de setembro  | 06:06 |
| Escorpião                                                | 23 de outubro   | 15:10 |
| Sagitário                                                | 22 de novembro  | 12:30 |
| inverno no hemisfério norte e verão no hemisfério sul    |                 |       |
| Capricórnio/solstício                                    | 22 de dezembro  | 01:41 |

| UTC: Portugal Continental, Madeira, Guiné-Bissau e São Tomé e Príncipe Subtrair (-): 1 h nos Açores e Cabo Verde 2 h nas Ilhas oceânicas brasileiras 3 h em Brasília, em Goiás, na Amazônia Oriental Brasileira e no nordeste, sudeste e sul brasileiros 4 h na Amazônia Ocidental Brasileira, Mato Grosso e Mato Grosso do Sul 5 h no Acre e sudoeste do Amazonas Adicionar (+): 1 h em Angola e Guiné Equatorial 2 h em Moçambique 8 h em Macau 9 h em Timor-Leste. |
| Adicionar uma hora durante a vigência do horário de verão: Portugal Continental : De 4 de abril a 3 de outubro de 1965 |

| Ano completo                       |
| ---------------------------------- |
| Ano comum com início à sexta-feira |

## Eventos
- Ano Internacional da Cooperação, pela ONU.
- O Forte das Cinco Ribeiras é devolvido ao Ministério das Finanças depois de em 1941 ter sido guarnecido militarmente durante a Segunda Guerra Mundial. Em 2010, depois de 357 anos de história encontra-se votado ao abandono em perigo de ruína total.
- A quando da construção do Porto de Velas o Forte de Santa Cruz das Velas, que data de 1629, perde parte das suas muralhas para dar lugar a esta infraestrutura.[1]

### Janeiro
- 4 de janeiro - Morre em Londres, aos 76 anos o dramaturgo e crítico anglo americano T. S. Eliot.
- 20 de janeiro - Lyndon Johnson toma posse como presidente dos Estados Unidos.
- 24 de janeiro - Ex-primeiro-ministro da Grã-Bretanha na II Guerra, Winston Churchill morre aos 90 anos em Londres.

### Fevereiro
- 9 de fevereiro - Tropas dos Estados Unidos entram na Guerra do Vietnã, enviando o seu exército para o Vietnã do Sul.
- 10 de fevereiro - Governo brasileiro cancela concessão da linha aérea Panair do Brasil.
- 15 de fevereiro -  Morre em Santa Mônica, Califórnia o cantor de jazz americano Nat King Cole, de 45 anos, vítima de câncer no pulmão.
- 18 de fevereiro - Independência da Gâmbia.
- 21 de fevereiro - Ativista afro-americano pelos direitos dos negros, Malcolm X é assassinado em Nova York, aos 39 anos.
- 25 de fevereiro - Morre em Santa Mônica, Califórnia aos 74 anos o ator e diretor britânico, Stan Laurel - famoso pelo papel do ‘Magro’ na série cômica Gordo e o Magro.

### Março
- 22 de março - Nas primeiras eleições municipais depois do golpe, Faria Lima é eleito prefeito de São Paulo.
- 25 de março - Coronel Osório lidera guerrilha e toma a cidade de Três Passos, no Rio Grande do Sul.
- 27 de março - Inaugurada a Ponte Internacional da Amizade ligando a cidade de Foz do Iguaçu, Brasil e Ciudad del Este, Paraguai, passando sobre o rio Paraná.
- 31 de março - O Pico da Neblina, ponto mais alto do Brasil com 2 993,78 m de altitude, é escalado pela primeira vez.

### Abril
- 6 de abril - Realizado o primeiro Festival de Música Popular Brasileira.
- 19 de abril - Publicação do que se tornaria a Lei de Moore pela Electronics Magazine, em 19 de abril, um artigo de Gordon Moore sobre a evolução dos Circuitos Integrados (Chips).
- 22 de abril - Bomba explode na redação do jornal Estado de São Paulo.
- 26 de abril - Inauguração da Rede Globo de Televisão no Rio de Janeiro.
- 29 de abril - Tropas dos Estados Unidos invadem a República Dominicana.

### Maio
- 12 de maio - Alemanha e Israel restabelecem relações diplomáticas.

### Junho
- 1 de junho - Com ajuda do exército brasileiro e americano acontece o golpe militar na República Dominicana.
- 2 de junho - Policiais militares invadem alojamento estudantil da Crusp devido à greve da USP em São Paulo.
- 7 de junho - Morre em Nova York, aos 43 anos, vítima de câncer de mama, a atriz americana Judy Holliday.
- 13 de junho - Passeata estudantil na Avenida Angélica, no centro de SP contra a invasão do Crusp.

### Julho
- 5 de julho - Morre em São Paulo, aos 88 anos o ex-governador de São Paulo e fundador do Banespa, Altino Arantes.
- 31 de julho - Sonda Mariner IV envia as primeiras fotos de Marte á NASA.

### Agosto
- 27 de agosto - Morre na França, aos 77 anos de idade o urbanista, pintor e um dos maiores arquitetos do século XX, o suíço Le Corbusier.

### Setembro
- 17 de setembro - Fundação da cidade de Alvorada, no Rio Grande do Sul
- 26 de setembro - Rainha Elizabeth II concede o título de Membro do Império Britânico aos Beatles.

### Outubro
- 1 de outubro - Golpe militar na Indonésia deixam 300 mil comunistas mortos em apenas seis meses.
- 4 de outubro - Ex-presidente Juscelino Kubitschek volta do exílio em Portugal e é recebido com festa no Rio.
- 8 de outubro - Carlos Lacerda renuncia à candidatura a presidência e acusa o presidente Castelo Branco.
- 26 de outubro - Garota de 16 anos, Sylvia Likens é torturada até à morte pela família Banizenwsk, no estado americano de Indiana.

### Novembro
- 21 de novembro - Fundação do Diretório Acadêmico Nove de Março (DANMA).
- 26 de novembro - Fundação do MDB.

### Dezembro
- 3 de dezembro - Lançamento de Rubber Soul, o sexto álbum de estúdio lançado pela banda de rock britânico The Beatles
- 27 de dezembro - Fundação do partido Arena.

## Nascimentos
- 21 de janeiro - Sinjai Plengpanich, atriz tailandesa.
- 13 de janeiro - Rui Calisto,[2] ator e escritor brasileiro.
- 7 de fevereiro - Chris Rock, ator e comediante norte-americano.
- 9 de março - Antonio Saca, presidente de El Salvador de 2004 a 2009.
- 4 de abril - Robert Downey Jr. ,ator norte-americano.
- 23 de julho - Slash, guitarrista principal da banda Guns N Roses.
- 11 de agosto - Shinji Mikami, designer de jogos de nacionalidade japonesa e criador da série de jogos mundialmente famosa Resident Evil.
- 22 de agosto - David Reimer, homem canadense que foi criado como uma menina após uma circuncisão malfeita (m. 2004).
- 3 de setembro - Charlie Sheen, ator e produtor norte-americano.
- 13 de setembro - Zak Starkey baterista do The Who e filho de Ringo Starr.
- 14 de setembro - Dmitry Medvedev, presidente eleito da Rússia.
- 2 de outubro - Ferhan e Ferzan Önder, gêmeas e pianistas turco-austríacas.
- 21 de novembro - Björk, cantora e compositora islandesa.
- 30 de novembro - Ben Stiller, ator, comediante, diretor, produtor e roteirista norte-americano.

## Mortes
- 24 de janeiro - Winston Churchill, primeiro-ministro do Reino Unido e Nobel da Literatura 1953[3] (n. 1874).
- 13 de fevereiro - Humberto Delgado, militar português, opositor do Estado Novo (n. 1906).
- 21 de fevereiro - Malcolm X, ativista americano (n. 1925).
- 23 de fevereiro - Herberts Cukurs, capitão aviador letão, membro do Comando Arajs durante a invasão da Alemanha Nazista e um criminoso de guerra nazista (n. 1900).
- 28 de fevereiro - Adolf Schärf, foi um político austríaco e presidente da Áustria de 1957 a 1965 (n. 1890).[4]
- 13 de julho - Laureano Gómez Castro, Presidente da República da Colômbia de 1950 a 1951 (n. 1889).
- 19 de julho - Syngman Rhee, presidente da Coreia do Sul de 1948 a 1960 (n. 1875).
- 4 de setembro - Albert Schweitzer, teólogo, músico, filósofo e médico alsaciano, Nobel da Paz 1952 e Prémio Goethe 1928 (n. 1875),[5][6]

## Prêmio Nobel
- Física - Richard Feynman,[7] Julian Schwinger,[7] Shin'ichiro Tomonaga[7]
- Química - Robert Burns Woodward[8]
- Medicina - François Jacob,[9] André Lwoff,[9] Jacques Monod[9]
- Literatura - Michail Sholokhov[3]
- Paz - UNICEF[5]

## Epacta e idade da Lua
| Epacta gregoriana | *       |
| Idade da Lua      | Letra a |

## Por tema
- 1965 na arte
- 1965 no Brasil
- 1965 na ciência
- 1965 no cinema
- 1965 no desporto
- 1965 no jornalismo
- 1965 na literatura
- 1965 na música
- 1965 na política
- 1965 na rádio
- 1965 no teatro
- 1965 na televisão